# Lydintensitet
Lydintensitet eller akustisk intensitet er akustisk effekt per fladeenhed. Akustisk intensitet kan udtrykkes
{\displaystyle I=P/S},
hvor P er akustisk effekt (W) og S er arealet (m²). Lydintensitet har derfor enheden Watt/m². Den øjeblikkelige intensitet kan udtrykkes
{\displaystyle I_{i}(t)=p(t)u(t)},
hvor p(t) er lydtryket (Pa) og u(t) er partikelhastigheden (m/s), begge som funktion af tiden. Gennemsnitsintensiteten er så
{\displaystyle I{\bar {=}}{\frac {1}{T}}\int _{0}^{T}p(t)u(t)dt},
hvor T er tidsintervallet (s) der integreres over. 
Akustisk intensitetsniveau eller lydintensitetsniveau er akustisk intensitet målt i dB:
{\displaystyle L_{I}=10\log _{10}\left({\frac {I}{I_{ref}}}\right)},
hvor referenceintensiteten {\displaystyle I_{ref}=10^{-12}} er den laveste akustiske intensiteten, ved 1 kHz, som en gennemsnitsperson kan opfatte.